# Doug Nordquist
Douglas « Doug » Nordquist (né le 20 décembre 1958 à San Gabriel) est un athlète américain, spécialiste du saut en hauteur. 

## Biographie
Deuxième des sélections olympiques américaines de 1984, derrière son compatriote Dwight Stones, il participe aux Jeux de Los Angeles où il termine cinquième du concours avec une barre à 2,29 m. Il s'illustre par la suite à l'occasion des Goodwill Games en décrochant la médaille d'or en 1986, et l'argent en 1990.
Il remporte à deux reprises le titre en plein air des Championnats des États-Unis d'athlétisme, en 1986 et 1988. 

### Palmarès
| Date | Compétition          | Lieu        | Résultat | Performance |
| ---- | -------------------- | ----------- | -------- | ----------- |
| 1984 | Jeux olympiques      | Los Angeles | 5e       | 2,29 m      |
| 1986 | Goodwill Games       | Moscou      | 1er      | 2,34 m      |
| 1986 | Finale du Grand Prix | Rome        | 2e       |             |
| 1990 | Goodwill Games       | Seattle     | 2e       | 2,30 m      |

### Records
| Épreuve         | Performance | Lieu    | Date         |
| --------------- | ----------- | ------- | ------------ |
| Saut en hauteur | 2,36 m      | Norwalk | 15 juin 1990 |